# Francis Magee
Francis Magee (Dublino, 26 giugno 1959) è un attore irlandese.
Noto per aver interpretato il Guardiano della Notte Yoren nelle prime due stagioni de Il Trono di Spade su HBO e Re Saul ne La Bibbia, ha interpretato anche Liam Tyler nella soap opera britannica BBC One EastEnders dal 1993 al 1995. Esordisce al cinema con Still Crazy, del 1998, diretto da Brian Gibson. È apparso in numerosi programmi televisivi e lungometraggi, tra cui Sahara (2005), The Pusher (2004) e The Calling - La chiamata (2000). Ha interpretato Ordgar, l'Housecarl che guidava il contingente di Crowhurst, in 1066 The Battle for Middle Earth (2009), una ricostruzione dell'anno delle tre battaglie dal punto di vista inglese.

## Carriera
Nato a Dublino, in Irlanda, e cresciuto sull'Isola di Man, prima di intraprendere la carriera di attore, Magee lavorò come pescatore. Ha lavorato come corriere per Concord Despatch a Belsize Park e il suo nominativo era 134 mentre si allenava alla Poor School di King's Cross a Londra. Durante gli anni 1980 è stato il cantante della band Joe Public dell'Isola di Man e della band Jo Jo Namoza. Ha avuto il ruolo di Victor Rodenmaar nella serie TV Nickelodeon Anubis. Ha interpretato il musicista The Orgazoid in un episodio di Peep Show. Nel 2016, è apparso in "Men Against Fire", un episodio della serie antologica Black Mirror.

## Filmografia
- 99-1, nell'episodio "The Cost of Living" (1994)
- The Hurting (1995)
- EastEnders (19 episodi, 1993-1995) Serie TV
- A Touch of Frost, nell'episodio "Deep Waters" (1996)
- Where the Heart Is, nell'episodio "Things Fall Apart" (1997)
- Drovers' Gold (1997) Miniserie TV
- Painted Lady (1997) Film TV
- Still Crazy (1998)
- Driven (1998)
- All the King's Men (1999) Film TV
- Britannic (2000) Film TV
- The Mrs Bradley Mysteries, nell'episodio "The Rising of the Moon" (2000)
- Don Quixote (2000) Film TV
- Undertaker's Paradise (2000)
- The Knock, nell'episodio 5x1 (2000)
- The Calling - La chiamata (The Calling) (2000)
- In a Land of Plenty, nell'episodio 1x1 (2001)
- The Bombmaker (2001) Film TV
- Down to Earth, nell'episodio "All Together Now" (2001)
- Cold Feet, nell'episodio 4.2 (2001)
- Lost - Dispersi nell'oceano (Stranded) (2002) Film TV
- Ultimate Force, nell'episodio "The Killing House" (2002)
- Butterfly Man (2002)
- Lenny Blue (2002) Film TV
- Footballers' Wives, nell'episodio "Go for the Overkill" (2003)
- Buried, negli episodi 1x1 (2003) e 1x2 (2003)
- In Deep, negli episodi "Queen and Country: Part 1" (2003) e "Queen and Country: Part 2" (2003)
- I'll Sleep When I'm Dead (2003)
- Born and Bred, nell'episodio "The Miracle of Ormston" (2003)
- Alibi (2003) Film TV
- Family (2003) Miniserie TV
- Holy Cross (2003) Film TV
- Shadow Play, negli episodi "The Girl in Blue" (2004) e "A Flicker at the Fairground" (2004)
- Hustle - I signori della truffa (Hustle), nell'episodio "Doppia stangata" (2004)
- Bad Girls, negli episodi 6x10 (2004), 6x11 (2004) e 6x12 (2004)
- The Pusher, regia di Matthew Vaughn (2004)
- The Royal, nell'episodio "No Room for Ravers" (2004)
- Sahara (Sahara) (2005)
- Trafalgar Battle Surgeon (2005) Film TV
- Waking the Dead, nell'episodio "Sotterranei - parte 1" (2005)
- Heartbeat, negli episodi "Giving the Game Away (1996) e "The Devil You Know (2005)
- The Slavery Business: How to Make a Million from Slavery (2005) Film TV
- No Angels (24 episodi, 2004-2006) Serie TV
- La legge di Murphy (Murphy's Law), negli episodi 4x1 (2006), 4x2 (2006) e 4x3 (2006)
- A Harlot's Progress (2006) Film TV
- Pulling, nell'episodio 1x6 (2006)
- Gina's Laughing Gear, nell'episodio "Trevor Island (2007)
- New Street Law, negli episodi 1x8 (2006), 2x4 (2007) e 2x6 (2007)
- Peep Show, nell'episodio "Handyman (2007)
- City of Vice (2008) Miniserie TV
- Honest, negli episodi 1x5 (2008) e 1x6 (2008)
- Holby City, negli episodi "Getting Even" (2001) e "Change of Heart" (2008)
- The Crew (2008)
- Survivors, nell'episodio 1x1 (2008)
- Metropolitan Police (The Bill), negli episodi "A Bad Lot" (1997), "Fighting Chance" (1998), "Do Not Pass Go" (2002), "180" (2003), "464" (2006) e "Santa's Little Helper" (2008)
- London River (2009)
- 1066: The Battle for Middle Earth (2009) Miniserie TV
- The Last Breath (2009) Cortometraggio
- Perrier's Bounty (2009)
- True Horror, negli episodi "Werewolf" (2009) e "Dracula: True Horror" (2009)
- L'ordine naturale dei sogni (Cemetery Junction) (2010)
- Worried About the Boy (2010) Film TV
- Brighton Rock (2010)
- L'ispettore Gently (Inspector George Gently), nell'episodio "Peace & Love (2010)
- Amphibious 3D (2010)
- Zen (2011) Miniserie TV
- Doctors, negli episodi "Secrets and Lies" (2000), "A Way with Words" (2005), "The Real World" (2009) e "The Killing of Sean Noble" (2011)
- L'ispettore Barnaby (Midsomer Murders) - serie TV, episodio 14x06 (2011)
- Body Farm - Corpi da reato (The Body Farm), nell'episodio "Il rapimento" (2011)
- The Fades (2011) Miniserie TV
- If You Have No Place to Cry (2011) Cortometraggio
- Il Trono di Spade (Game of Thrones) (2011-2012) Serie TV
- DCI Banks, nell'episodio "Vita doppia" (2012)
- Misfits, nell'episodio "Legami di sangue" (2012)
- La Bibbia (The Bible), negli episodi "Terra promessa" (2013) e "Il regno" (2013)
- Hammer of the Gods (2013)
- Anubis (House of Anubis) (2011-2013) Serie TV
- Strike Back, nell'episodio 4x5 (2013)
- WPC 56, nell'episodio "Cry, Cry, Cry" (2014)
- Glory Days (2014)
- Jimmy's Hall - Una storia d'amore e libertà (Jimmy's Hall) (2014)
- In the Flesh, negli episodi 2x5 (2014) e 2x6 (2014)
- Good People (2014)
- Casualty, negli episodi "Everlasting Love: Part 1" (1998), "Everlasting Love: Part 2" (1998), "The Good Father" (2004), "A Quiet Life" (2011) e "Learning to Fly" (2014)
- Blood Cells (2014)
- Damo and Ivor, nell'episodio 2x1 (2014)
- Ripper Street, nell'episodio "Whitechapel Terminus" (2014)
- Delitti in Paradiso (Death in Paradise) - serie TV, episodio 4x05 (2015)
- X Company, nell'episodio "Kiss of Death" (2015)
- Outlander, negli episodi "Lallybroch" (2015) e "La vigilanza" (2015)
- No Offence, nell'episodio 1x6 (2015)
- A.D. - La Bibbia continua (A.D. The Bible Continues) (2015) Serie TV
- Casanova (2015) Film TV
- The Bastard Executioner, negli episodi "A Hunger/Newyn" (2015), "Thorns/Drain" (2015), "Behold the Lamb/Gweled yr Oen" (2015), "Broken Things/Pethau Toredig" (2015) e "The Bernadette Maneuver/Cynllwyn Bernadette" (2015)
- Black Mirror,  nell'episodio 3×05 (2016)
- White Lines, serie TV (2020)
- Zack Snyder's Justice League (2021)